# António Lima Pereira
António José Lima Pereira (ur. 1 lutego 1952 w Póvoa de Varzim, zm. 22 stycznia 2022) – portugalski piłkarz grający na pozycji obrońcy. Uczestnik Euro 84 we Francji.

## Kariera
António Lima karierę rozpoczął w Varzim S.C. W 1978 roku został piłkarzem FC Porto, w którym występował przez przeszło 10 lat. W tym czasie zagrał w 187 meczach i zdobył 7 bramek. W 1988 roku przeszedł do FC Maia, w którym w 1991 roku zakończył karierę.

## Sukcesy
- Mistrzostwo Portugalii (4): 1979, 1985, 1986, 1988
- Puchar Portugalii (2): 1984, 1988
- Superpuchar Portugalii (4):  1981, 1983, 1984, 1986
- Puchar Europy (1): 1987
- Superpuchar Europy (1): 1987